# Tadeusz Foryś
Tadeusz Antoni Foryś (ur. 31 października 1910 w Krakowie, zm. 6 marca 1987 w Warszawie) – polski trener i działacz piłkarski, selekcjoner reprezentacji Polski.

## Życiorys
Syn Walentego, działacza sportowego, i Heleny z Kazimierskich, brat Czesława. Był piłkarzem Warszawianki. Już przed wojną pracował w PZPN, podczas MŚ 38 znajdował się w sztabie Józefa Kałuży. 
Walczył w powstaniu warszawskim, w stopniu podporucznika AK, ps. Tadeusz. Trafił do niewoli niemieckiej (nr jeniecki 102662).
Po zakończeniu wojny znalazł się ponownie we władzach PZPN, m.in. kilkukrotnie pełniąc funkcję szefa Rady Trenerów. Równolegle pracował z zespołami reprezentacyjnymi. Był członkiem szeregu kapitanatów na przestrzeni kilkunastu lat (1950–1964), często w roli trenera, zdarzało mu się jednak prowadzić kadrę samodzielnie (w roku 1952 oraz w latach 1963–1964).
Pracował również z zespołami ligowymi. Był trenerem m.in. Lechii Gdańsk, Polonii i Gwardii Warszawa, Ruchu Chorzów, ŁKS, GKS Katowice (w końcówce rundy jesiennej sezonu 1967/1968, w rundzie wiosennej sezonu 1968/1969 i w rundzie jesiennej sezonu 1969/1970, a następnie w sezonach 1973/1974 i 1974/1975.

W 1983 został członkiem honorowym PZPN. 

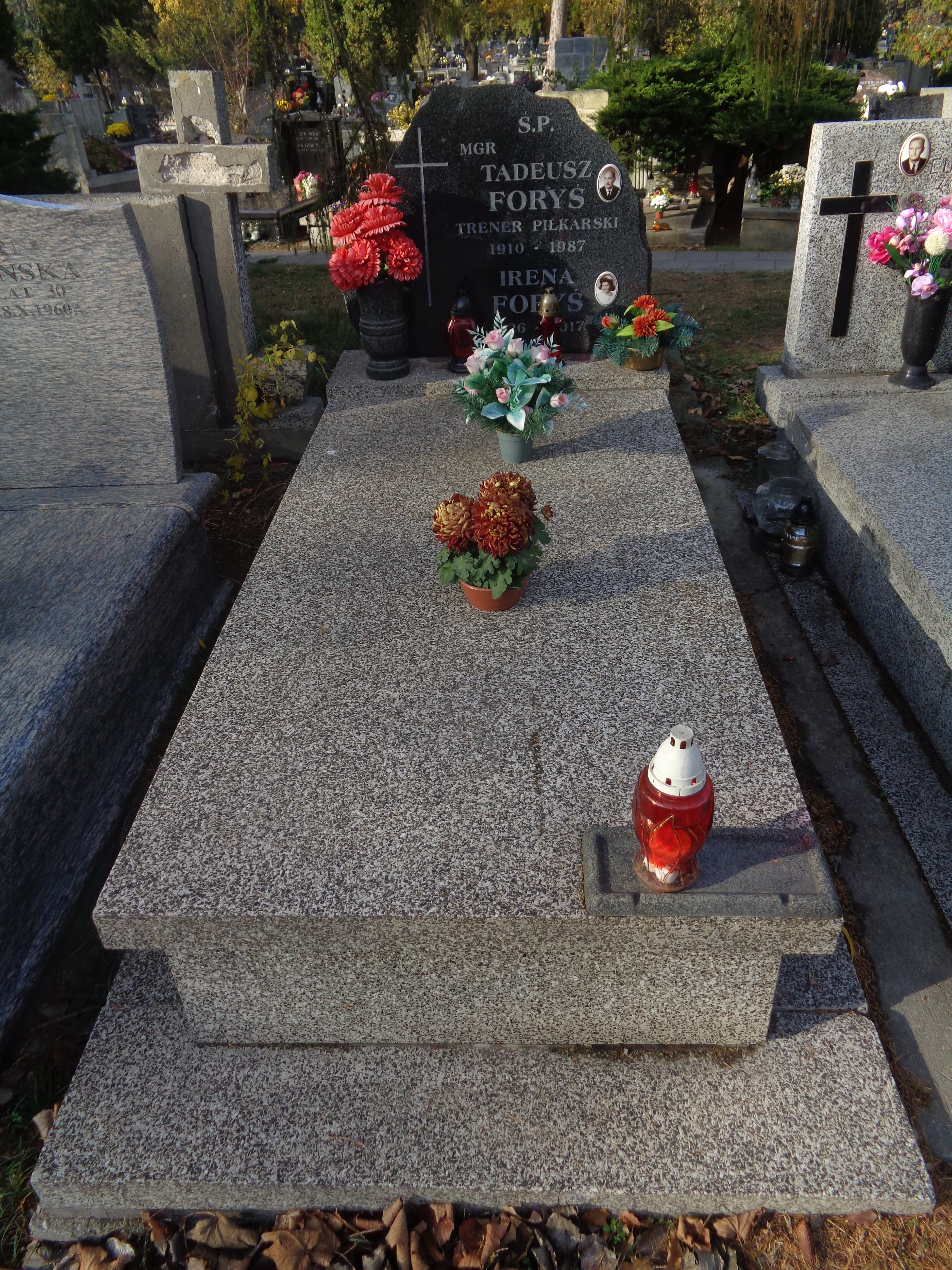
Grób Tadeusza Forysia na Cmentarzu Wojskowym na Powązkach

Zmarł w Warszawie. Pochowany na Cmentarzu Wojskowym na Powązkach (kwatera K-7-59).
Był mężem Ireny z d. Butka (1926–2017).